# ÍR Reykjavík
El ÍR Reykjavík es un equipo de fútbol de Islandia que juega en la 2. deild karla, la tercera división nacional.

## Historia
Fue fundado el 7 de marzo de 1939 en la capital Reikiavik como la sección de Fútbol del Íþróttafélag Reykjavíkur, equipo multideportivo de la capital fundado en 1907.
A pesar de ser una de las secciones deportivas más viejas de la entidad deportiva, sus éxitos son contados. Fue en 1944 que jugó por primera vez en la Urvalsdeild Karla, la cual abandonó luego de perder el primer partido de la temporada por 0-8 ante el Knattspyrnufélagið Fram.
Pasaron 54 años para que el club regresara a la primera división, en 1998, para descender en una temporada por un punto en la última fecha del torneo.

## Palmarés
- 2. deild karla (2): 2008, 2016
- 3. deild karla (1): 1985

## Jugadores

### Logros Individuales
- Jugador Jóven de la Úrvalsdeild:
  -  Ólafur Þór Gunnarsson: 1998